# Донець Наталія Григорівна
Наталія Григорівна Донець — український політик, колишня народна депутатка України 3-го скликання. 

## Життєпис
Народилась 23 травня 1957 у місті Новомосковськ, Дніпропетровська область. 
Закінчив Дніпропетровський державний університет (1979, «Хімія») та Харківський інститут громадського харчування (1987, «Технологія і організація громадського харчування»). 

## Кар'єра
- 1974—1979 — вихователь дитячого комбінату. Студентка Дніпропетровського державного університету.
- 1979—1982 — викладач хімії МПТУ № 17 міста Дніпра.
- 1982—1987 — інженер-хімік, старший інженер-технолог лабораторії, викладач технології Дніпропетровського технолого-економічного технікуму.
- 1987—1994 — завідувач лабораторії Дніпропетровської облспоживспілки.
- 1994—1996 — директор готелю «Асторія», місто Дніпро.
- З 1996 — директор, голова спостережної ради, голова ревізійної комісії ТОВ «Приватсервіс». Голова правління ЗАТ «Приватсервіс», місто Дніпро.

## Парламентська діяльність
Народний депутат України 3-го скликання з 12 травня 1998 до 14 травня 2002 від партії Всеукраїнське об'єднання «Громада», № 18 в списку. На час виборів: голова правління ЗАТ «Приватсервіс» (місто Дніпро), член партії Всеукраїнське об'єднання «Громада». 
Член фракції «Громада» (травень 1998 — лютий 2000), позафракційна (лютий — березень 2000), член групи «Трудова Україна» (з березня 2000). 
Член Контрольної комісії з питань приватизації (з липня 1998).
Член Комітету з питань бюджету (липень 1998 — березень 2000);
Член Комітету з питань регламенту, депутатської етики та організації роботи Верховної Ради України (з березня 2000);

## Родина
Донька - Тетяна Донець.
Дружина кума Павла Лазаренка.